# 姜守全旧宅
姜守全旧宅位于中华人民共和国浙江省江山市廿八都镇姜家中弄5号，建于民国时期，是一处江山市文物保护单位。
1941年，戴笠在廿八都姜守全旧宅开设“女特工训练班”，此处现开设“戴笠与军统女特工陈列馆”。
2000年6月21日，姜守全旧宅公布为第四批江山市文物保护单位。